# Huehueteotl

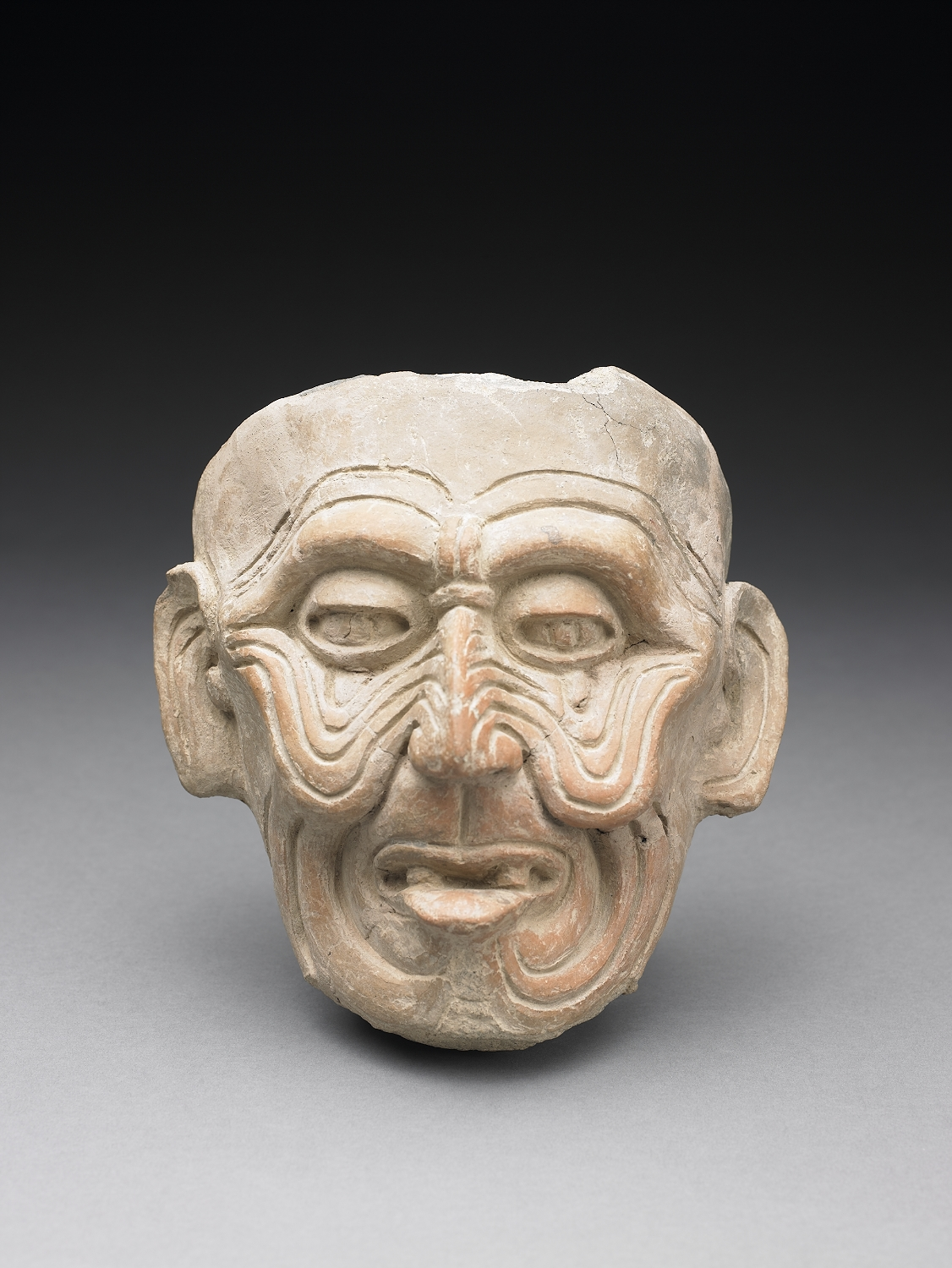
Cap del Déu Huehueteotl, que es troba al Birmingham Museum of Art

En la mitologia asteca Huehueteotl és un déu del foc (o déu vell).